# Silberweiße Spatzenzunge
Die Silberweiße Spatzenzunge (Thymelaea tarton-raira), auch Silber-Spatzenzunge genannt, ist eine Pflanzenart aus der Gattung Spatzenzungen (Thymelaea) innerhalb der Familie der Seidelbastgewächse (Thymelaeaceae). 

## Beschreibung

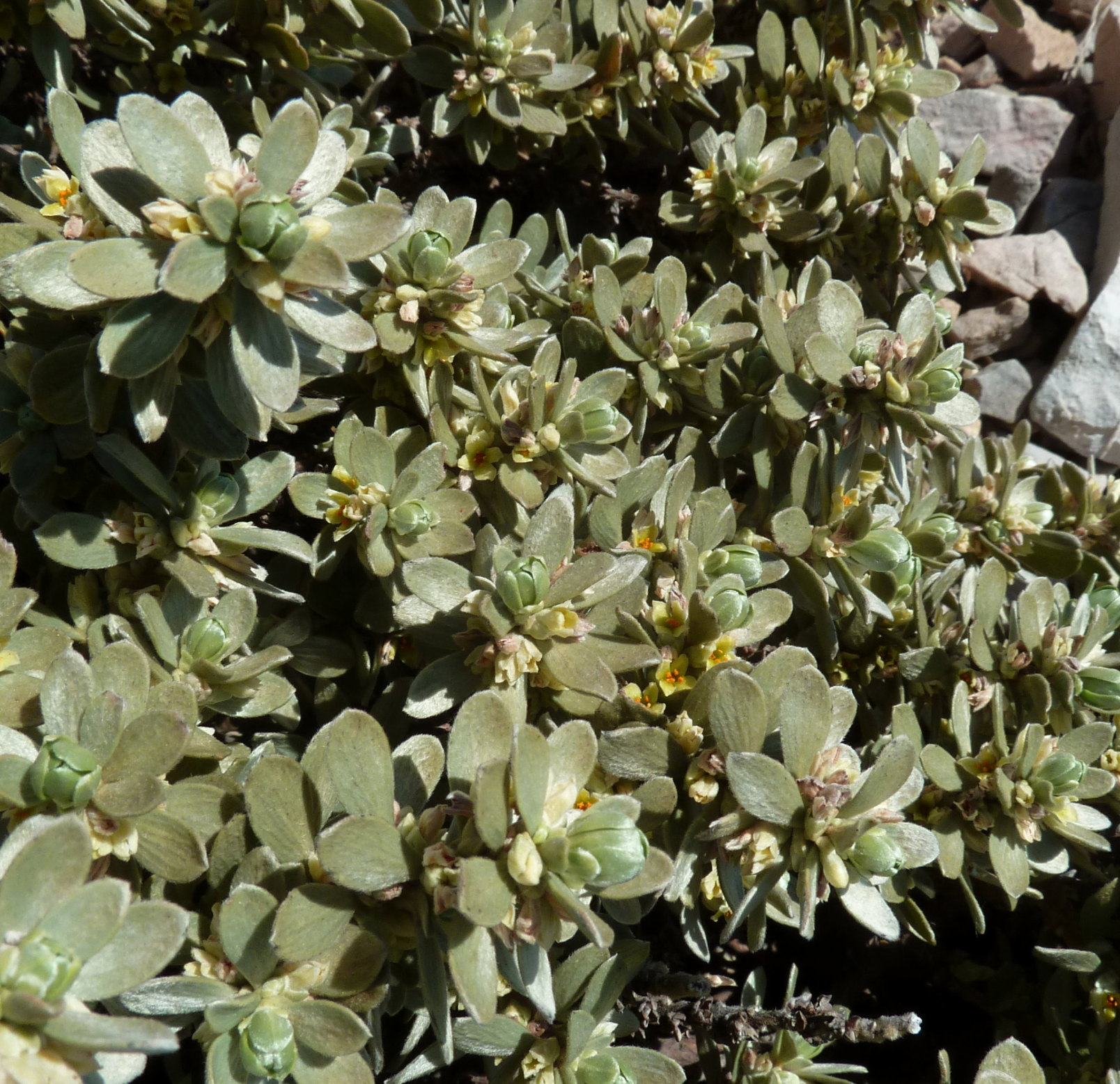
Habitus und Laubblätter

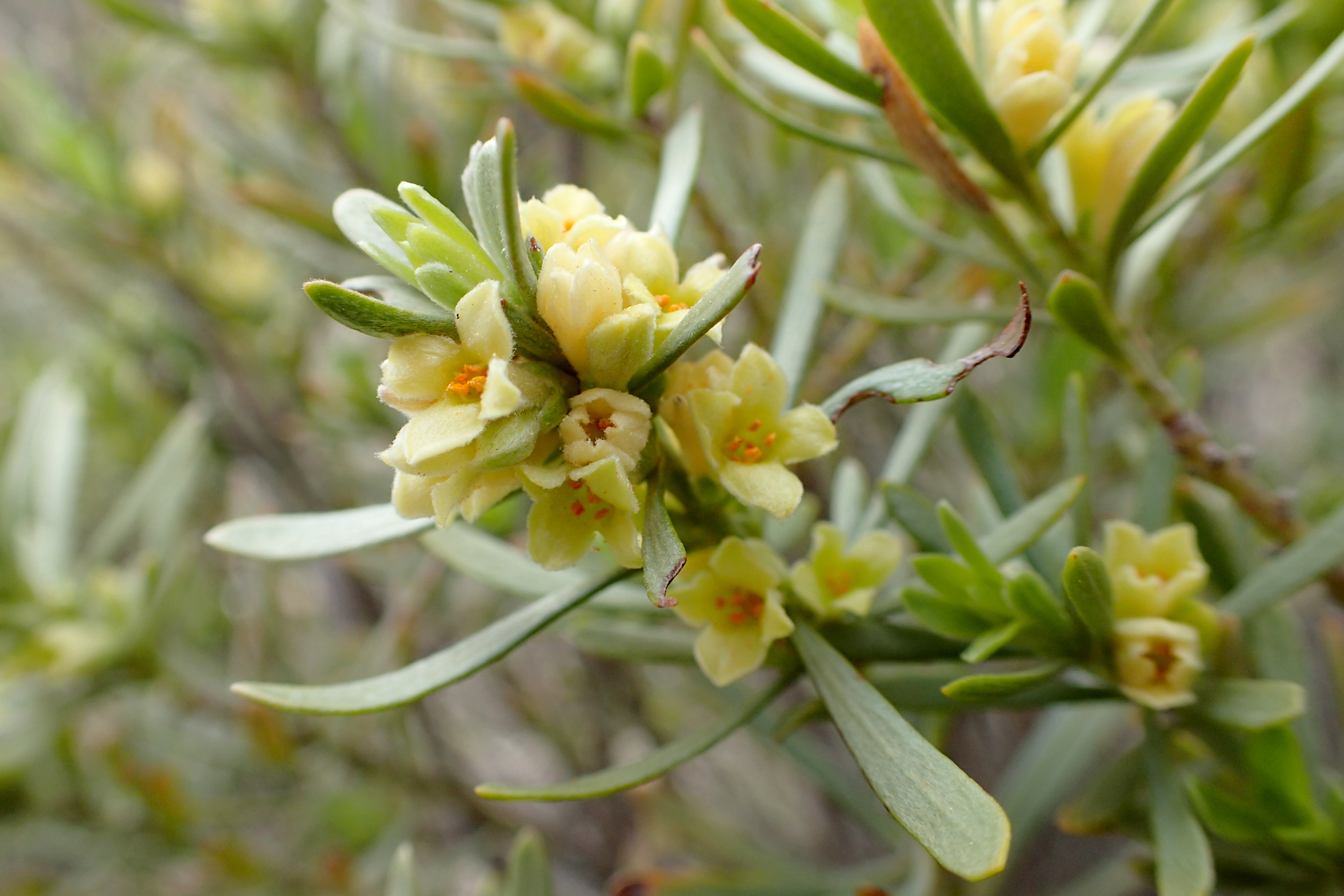
Zweig mit Laubblättern und Blüten

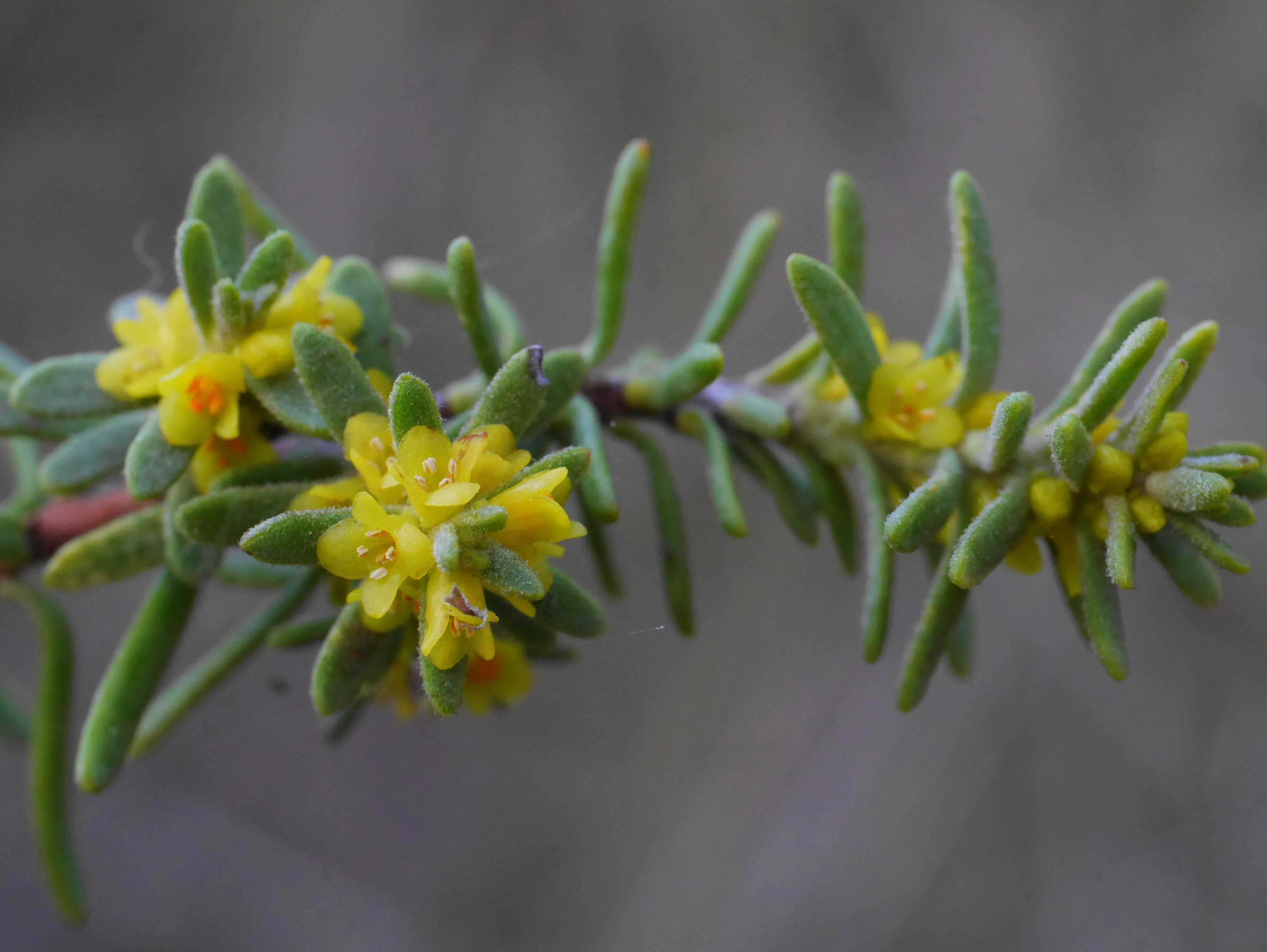
Zweig mit Laubblättern und Blüten

### Vegetative Merkmale
Die Silberweiße Spatzenzunge wächst als Strauch, der Wuchshöhen von 20 bis 50 Zentimetern erreicht. Die Rinde, der meist überhängenden oder aufrechten Zweige ist im jungen Zustand weißfilzig behaart.
Die an den oberen Zweigabschnitten angeordneten einfachen Laubblätter sind ledrig, ganzrandig und verkehrt-eiförmig, -eilanzettlich bis schmal-länglich. Sie sind kahl bis beidseitig seidig behaart und abgerundet bis spitz.

### Generative Merkmale
Die Blütezeit reicht von März bis Mai. Die sitzenden, röhrigen Blüten mit kurzen Zipfeln und einfacher Blütenhülle stehen büschelig in den Blattachseln und sind von kleinen Traghblättern umgeben.
Die unscheinbaren, zwittrigen oder eingeschlechtigen, gelben Blüten sind vierzählig und 7 bis 8 Millimeter lang. Die vier Kelchblätter sind innen gelblich und außen weiß behaart. Die kurzen 8 Staubblätter in zwei Kreisen sitzen oben am Schlund. Der Fruchtknoten ist oberständig.
Die Chromosomenzahl beträgt 2n = 18. Es werden kleine, vom Perianth eingehüllte Nüsschen, Achänen gebildet (Anthocarp, Tryma).

## Vorkommen
Die Silberweiße Spatzenzunge ist im Mittelmeerraum verbreitet. Es gibt Fundortangaben für Marokko, Algerien, Tunesien, Spanien, die Balearen, Frankreich, Korsika, Sardinien, Sizilien, Italien, Griechenland, Kreta, Inseln in der Ägäis, Zypern und den europäischen sowie asiatischen Teil der Türkei. Die Silberweiße Spatzenzunge wächst in der Garigue und an sandigen oder felsigen Standorten oft in Küstennähe.

## Systematik
Die Erstveröffentlichung erfolgte 1753 unter dem Namen (Basionym) Daphne tarton raira (mit Abstand) durch Carl von Linné in Species Plantarum, Tomus I, Seite 356. Die Neukombination zu Thymelaea tarton-raira (mit Bindestrich) (L.) All. wurde 1785 durch Carlo Ludovico Allioni in Flora Pedemontana, 1, Seite 133 veröffentlicht. Ein weiteres Synonym für Thymelaea tarton-raira (L.) All. ist Passerina tarton-raira (L.) Schrader.
Je nach Autor gibt es von Thymelaea tarton-raira einige Unterarten:
- Thymelaea tarton-raira subsp. argentea (Sm.) Holmboe: Sie kommt in Griechenland, auf Kreta, Inseln in der Ägäis, Zypern und in der Türkei vor.[3]
- Thymelaea tarton-raira subsp. tarton-raira: Sie kommt in Marokko, Frankreich, auf Korsika, Sardinien, Sizilien, in Italien und Griechenland vor.[3]
- Thymelaea tarton-raira subsp. thomasii (Duby) Briq.: Dieser Endemit kommt nur auf Korsika vor.[3]
- Thymelaea tarton-raira subsp. transiens (Briq.) Gamisans: Dieser Endemit kommt nur auf Korsika vor.[3]
- Thymelaea tarton-raira subsp. valentina (Pau) O.Bolòs & Vigo: Sie kommt in Spanien und auf den Balearen vor.[3]